# Dubrovačko slikarstvo
Nakon starih slikara Nikole Božidarevića, Lovre Dobričevića, Mihajla Hamzića, Vicka Lovrina i dr., tradicije münchenske trojke, kao što su Vlaho Bukovac, Mato Celestin Medović i drugi, u Dubrovniku se razvija poseban smjer u hrvatskom slikarstvu. Nastaje tzv. šarena škola, poznatija pod pojmom dubrovački koloristi. Tome razdoblju pripadaju njegovi osnivači, slavni "Trolist" Đuro Pulitika, Antuna Masle na čelu s Ivom Dulčićem.
Drugim trolistom smatramo slikare Josipa Škerlja, Lukšu Peka i Josipa Pina Trostmanna.

## Popis dubrovačkih likovnih umjetnika
- Mišo Baričević
- Nikola Božidarević
- Vlaho Bukovac
- Lovro Dobričević
- Ivo Dulčić
- Ivo Grbić
- Vulko Hajdić
- Mihajlo Hamzić
- Josip Ivanović
- Ljubomir Ljupko Kolovrat
- Loren Ligorio
- Vicko Lovrin
- Stjepko Mamić
- Antun Masle
- Mato Celestin Medović
- Romana Milutin Fabris
- Lukša Peko
- Đuro Pulitika
- Milovan Stanić
- Viktor Šerbu
- Josip Škerlj
- Josip Pino Trostmann
- Nada Zec Ivanović
- Stanko Ivanković